# Стрельченко, Иван Иванович
Ива́н Ива́нович Стре́льченко (25 декабря 1932, Рыбальче, Одесская область — 21 мая 2003, Донецк) — бригадир шахты «Трудовская», Донецкая область, УССР.
Дважды Герой Социалистического Труда (1966, 1978).

## Биография

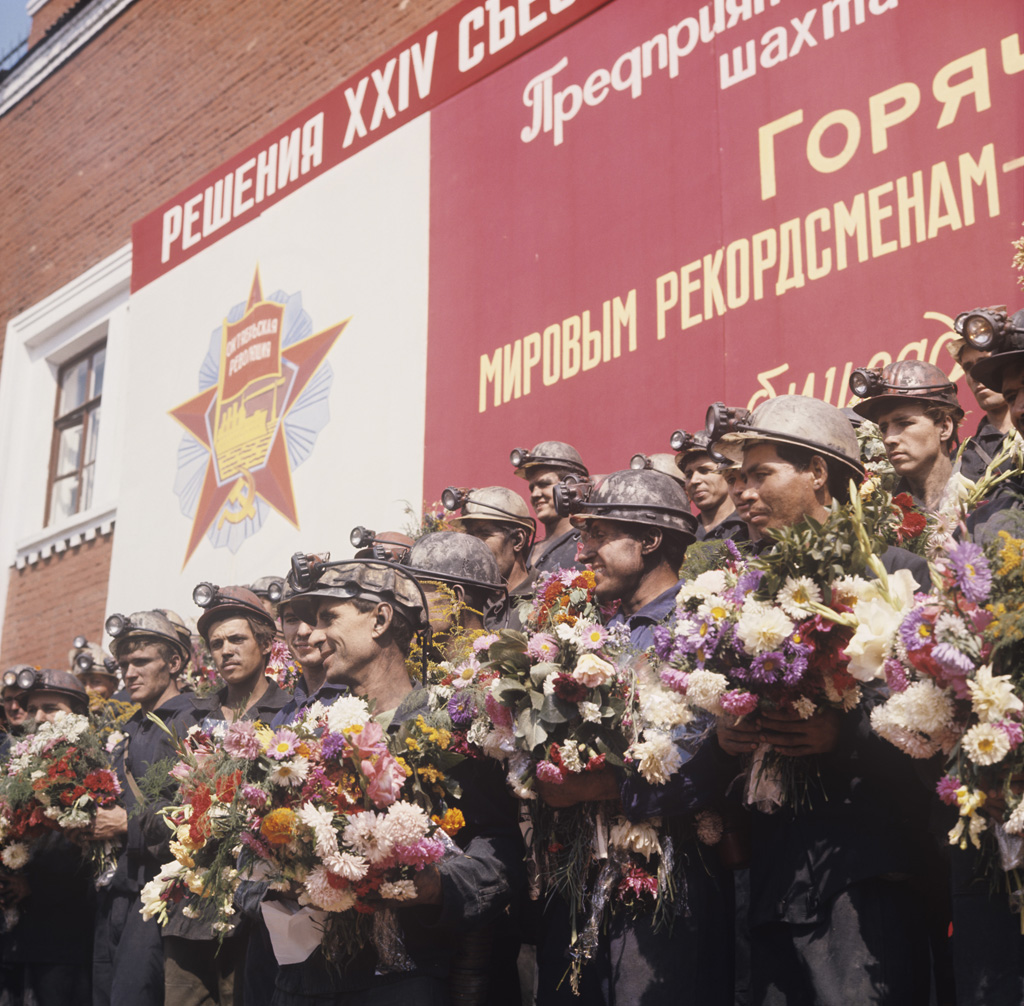
«Молодежно-комсомольская бригада шахтёров И. Стрельченко». Шахта «Трудовская». Молодёжно-комсомольская бригада шахтёров Героя Социалистического Труда Ивана Стрельченко. Украина, Донецк. 1 августа 1971

Родился 25 декабря 1932 года в селе Рыбальчем Голопристанского района (ныне — Херсонской области).
Учился в Херсонском профтехучилище № 4, после чего проходил военную службу на флоте. Отслужив в ВМФ, в 1955 году приехал с товарищами по флотской службе работать в Сталино (ныне — Донецк).
Проработал на шахте «Трудовская» производственного объединения «Донецкуголь» более 30 лет: проходчиком, горнорабочим, машинистом-механиком угольного комбайна. В 1957 году возглавил бригаду рабочих очистного забоя, выступил инициатором социалистического соревнования за добычу из одного комплексно-механизированного забоя не менее 1 тыс. тонн угля в сутки, за продление межремонтных сроков службы горной техники.
Закончил Донецкий политехнический институт по специальности горный инженер.
В 1971 году бригада, руководимая Стрельченко на шахте «Трудовская» за месяц добыла 170,2 тыс. тонн угля.
С 1976 года — начальник участка шахты «Трудовская», коллектив которого в 1977 году добыл более 1 млн тонн угля.
С 1987 года — директор Центрального бюро научно-технической информации Министерства угольной промышленности УССР (г. Донецк).
Умер 21 мая 2003 года от инфаркта миокарда.
Член КПСС с 1959 года. Был делегатом съездов КПСС и депутатом Верховного Совета СССР.

## Награды и Звания
- Дважды Герой Социалистического Труда.
- Лауреат Государственной премии СССР (1976).
- Почётный шахтёр Украины.
- Почётный гражданин Донецка.
- Почётный гражаднин города Голая Пристань.[6]

## Память

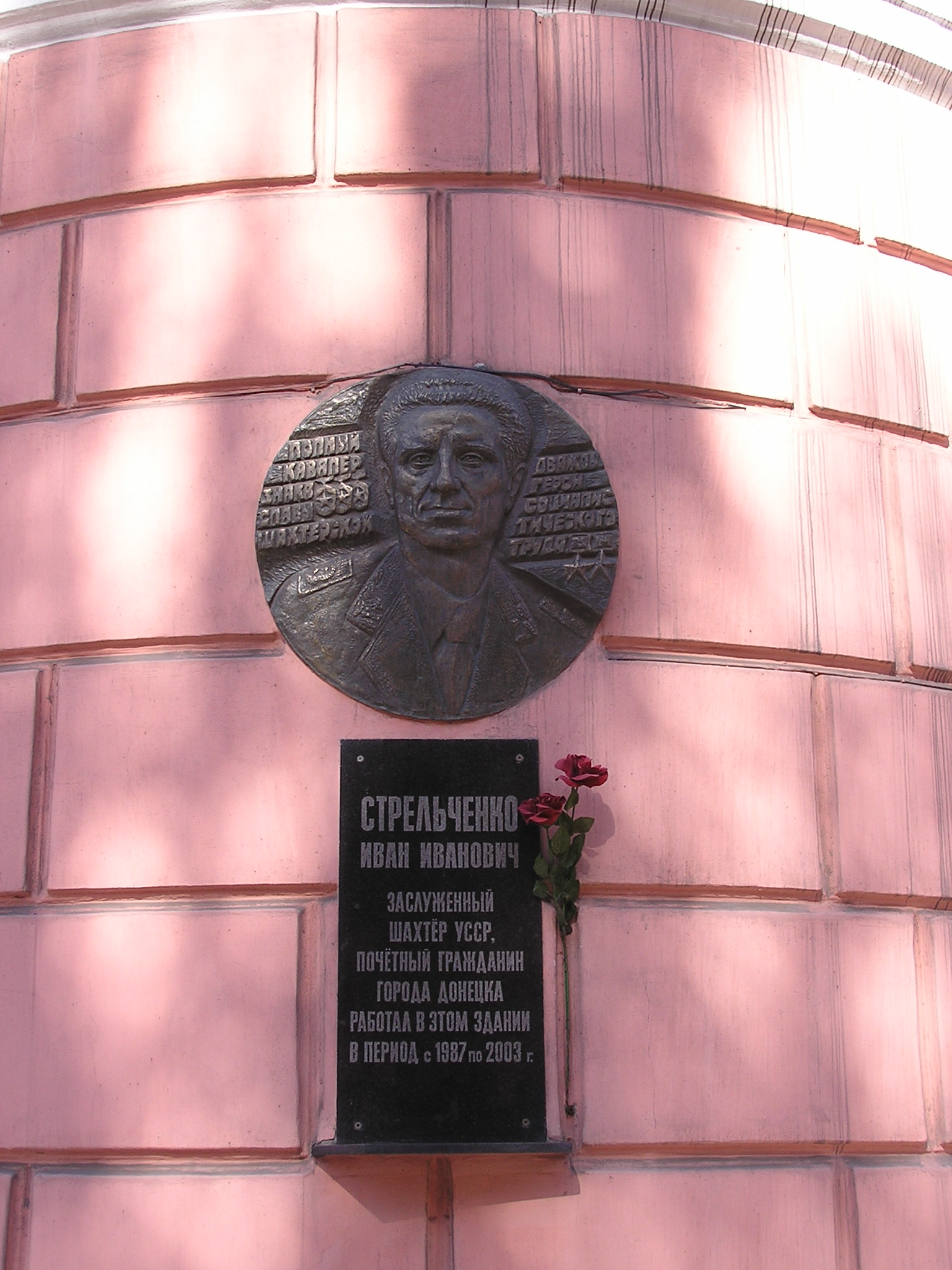
Мемориальная табличка на доме по ул. Артёма 60, в котором работал И. И. Стрельченко

Об Иване Ивановиче Стрельченко написано несколько книг. В Донецке уставлена мемориальная доска.